# Unknown Worlds Entertainment
 (juillet 2010).
Si vous disposez d'ouvrages ou d'articles de référence ou si vous connaissez des sites web de qualité traitant du thème abordé ici, merci de compléter l'article en donnant les références utiles à sa vérifiabilité et en les liant à la section « Notes et références ».
 Unknown Worlds Entertainment est un studio indépendant de jeux vidéo basée à San Francisco dans l'État de Californie aux États-Unis.
Son slogan est Our goal is simple, but not easy - to unite the world through play
(Notre but est simple, mais pas facile - unir le monde à travers le jeu).

## Historique
- Mai 2001 : Unknown Worlds Entertainment est créé
- Octobre 2002 : sortie de Natural Selection
- Novembre 2006 : sortie de Zen of Sudoku
- Octobre 2006 : commencement du développement de Natural Selection 2
- Octobre 2007 : sortie Decoda
- Mars 2008 : un investisseur s'intéresse au studio
- Avril 2008 : déménagement
- Juillet 2008 : Cory Strader prend le poste de directeur artistique
- Juillet 2008 : annonce d'un nouveau moteur 3D créé en interne pour Natural Selection 2
- Novembre 2009 : sortie du SDK de Natural Selection 2 permettant aux joueurs de créer leur maps
- Octobre 2012 : sortie de Natural Selection 2
- Décembre 2013 : annonce de Subnautica
- Décembre 2014 : début de l'accès anticipé de Subnautica
- Janvier 2018 : sortie de Subnautica sur PC
- Janvier 2019 : début de l'accès anticipé de Subnautica: Below Zero
- Mai 2021 : sortie de Subnautica: Below Zero sur PC
- Octobre 2024 : annonce de Subnautica 2[1]

## Travaux réalisés
- Natural Selection (2002)
- Zen of Sudoku (Jeu 2D) (2006)
- Decoda (Débogueur Lua) (2007)
- Natural Selection 2 (2012)
- Subnautica (2018) (en accès anticipé dès 2014)
- Subnautica: Below Zero (2021) (en accès anticipé dès 2019)
- Subnautica 2  (en accès anticipé dès 2025)[1]